# Скорпионницы
Скорпионницы, или скорпио́новые му́хи (лат. Mecoptera), — отряд насекомых с полным превращением.
На август 2013 года известно 769 видов, включая 369 ископаемых видов.

## Морфология имаго

### Голова

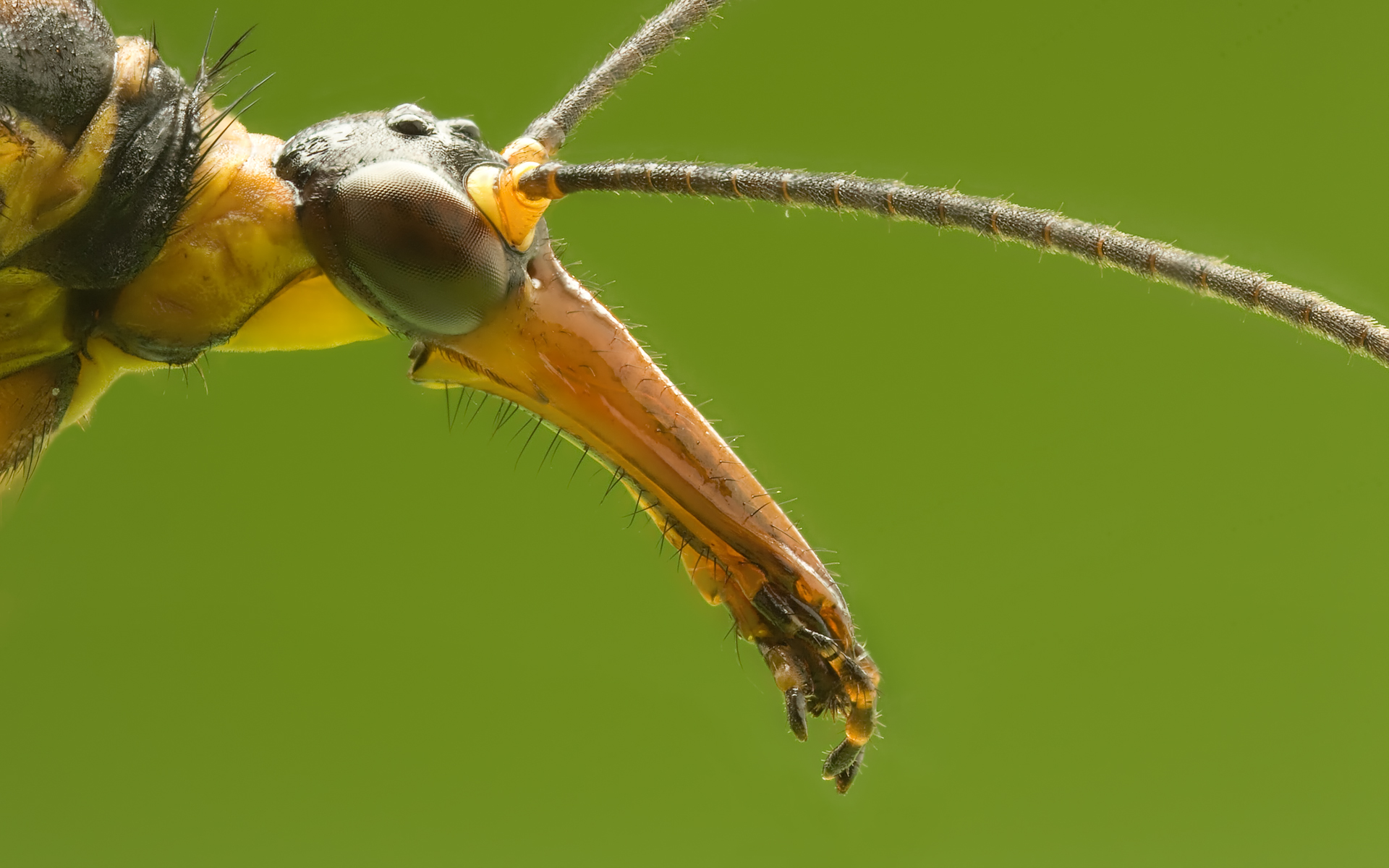
Голова Panorpa communis. Видны крупные фасеточные глаза, длинные многочлениковые антенны и рострум, под которым располагается грызущий ротовой аппарат: мандибулы и максиллы

Одной из характерных черт группы можно назвать наличие рострума, образованного удлинёнными наличником и субгенами. Размер этого образования, однако, варьирует вплоть до полного отсутствия у представителей рода Brachypanorpa (Panorpodidae).
За рострумом располагаются элементы грызущего ротового аппарата. Наиболее длинным его элементом оказываются максиллы: их удлинённый стипес прилегает к задней мембраноподобной стенке рострума. Форма мандибул оказывается связана с особенностями питания. Так у растительноядных представителей семейств Boreidae, Panorpodidae и Eomeropidae они короткие, толстые и несут два (или более) субтерминальных зуба. У хищных форм (Bittacidae) мандибулы длинные, уплощённые, косо срезанные, с единственным зубом; функционируют подобно ножницам. Скорпионницы-падальщики характеризуются формой мандибул промежуточной между этими двумя вариантами.
Число члеников антенн колеблется от 16—20 у биттацид и бореид до 60 у аптеропанорпид и хористид. Говоря о разнообразии форм антенномеров, описывают нитевидные и четковидные антенны. Вероятно, антенны играют важную роль при поиске пищи у видов-падальщиков, а также при поиске полового партнёра, участвуя в хеморецепции.

### Грудь
Грудь сочленена с головой и брюшком свободно и, в целом, характеризуется нейроптероидным планом строения. Основные модификации грудного отдела касаются редукции крыльев у представителей некоторых семейств и преобразования конечностей в хватательные в связи с хищным образом жизни у биттацид.
В исходном варианте две пары гомономных, плоско складывающихся крыльев обладают хорошо развитым сетчатым жилкованием и выраженными птеростигмами. Прозрачную (иногда пятнистую) мембрану крыла покрывают короткие волоски. В основании крыльев располагаются фасеточные органы. Представители этого отряда обладают «слабым полётом» и у многих скорпионниц (по некоторым оценкам — у одной пятой части известных родов) крылья подвергаются редукции (иногда до полного исчезновения). Хотя подобные проявления встречаются во многих семействах, для которых обычны скорее крылатые формы (например, Bittacidae), для двух семейств — Apteropanorpidae и Boreidae — редукция крыльев — скорее правило, чем исключение. В частности, у бореид крылья самок превращаются в склеротизованные пластинки, а у самцов преобразуются в узкие крючки, которые используются для захвата самки при копуляции.
У большинства представителей отряда бегательные ноги с пятичлениковой лапкой и двумя коготками. Разумеется, особенно существенна роль конечностей в передвижении у бескрылых форм. Модифицированные для захвата жертвы конечности взрослых насекомых сем. Bittacidae несут только один крупный коготок, две шпоры на голени. Кроме того, пятый членик такой конечности способен прижиматься к четвёртому. Конечности скорпионниц этого семейства настолько длинные, что приводит к внешнему сходству неподвижного насекомого с комарами-долгоножками (Tipulidae).

## Морфология личинок
У личинок скорпионниц имеются три пары грудных ног, хорошо склеротизованная голова и сложные глаза (наличие последних отличает их от большинства личинок насекомых с полным превращением).

## Генетика
Число хромосом у скорпионниц варьирует: диплоидные числа колеблются от 11 до 28. Половые хромосомы были идентифицированы у 14 таксонов и 13 демонстрировали детерминацию пола XO, а один вид, Boreus brumalis, имеет комплемент половых хромосом X1X2Y. Ахиазматический мужской мейоз, по-видимому, развивался независимо у разных видов.

## Палеонтология
Скорпионницы — это древняя и примитивная группа насекомых с полным превращением, которая была массовой уже в палеозое и мезозое, имеют важное стратиграфическое и филогенетическое значение. Половина известных видов скорпионниц известна только в ископаемом состоянии, главным образом по отпечаткам крыльев. Появились в пермском периоде, откуда в 1904 году австрийским энтомологом Антоном Гандлиршем был описан первый древнейший представитель отряда, обнаруженный на реке Кама (в казанском месторождении Тихие Горы). Он был настолько необычен, что описан как скорпион Petromantis rossica Handl., ошибочность чего была доказана лишь четверть века спустя русским палеоэнтомологом А. В. Мартыновым. Пермские находки обнаружены на всех материках, кроме Антарктиды. Самым древним и примитивным семейством всего отряда следует считать таксон † Kaltanidae (архетип, у них наиболее полный набор плезиоморфных признаков). Более десятка семейств скорпионниц полностью вымерли и в современной фауне не представлены († Aneuretopsychidae — † Choristopsychidae — † Cimbrophlebiidae — † Dinopanorpidae — † Holcorpidae — † Kaltanidae — † Mesopanorpodidae — † Mesopsychidae — † Nedubroviidae — † Orthophlebiidae — † Permochoristidae — † Pseudonannochoristidae — † Pseudopolycentropodidae — † Thaumatomeropidae). Согласно некоторым авторам, к скорпионницам относится также палеозойское семейство † Protomeropidae, в составе которого был описан вид Westphalomerope maryvonneae, считающийся древнейшим насекомым с полным превращением.
- Fortiholcorpa paradoxa
- Triassochorista kirgizica

## Систематическое положение и статус группы
Традиционно скорпионовых мух вместе с двукрылыми и блохами рассматривают в составе группы Antliophora.
С конца 90-х годов XX века голофилия скорпионовых мух (в представленном в этой статье составе) подвергается сомнению. Анализ новых данных о структуре овариев и ротового аппарата, а также сравнение первичной структуры ДНК нескольких локусов позволили рассматривать скорпионниц в качестве парафилетического таксона по отношению к другому отряду насекомых — блохам. Согласно этим представлениям, объединённая группа скорпионниц и блох состоит из двух клад: в одну включают блох и семейства Boreidae и Nannochoristidae, в другую попадают остальные семейства скорпионниц.

## Представители отряда вРоссиииСНГ
- Комаровки (Bittacidae) — 1 род, 5 видов
- Ледничники (Boreidae) — 1 род, 10 видов (СНГ)
- Настоящие скорпионницы (Panorpidae) — 1 род, 19 видов (СНГ)

## В культуре
В компьютерной игре Fallout 4 встречаются мутировавшие скорпионницы, названные «жалокрылами».